# رون كوكس
رون كوكس (بالإنجليزية: Ron Cox)‏ هو لاعب كرة قدم أمريكية أمريكي، ولد في 29 مارس 1968 في فريسنو في الولايات المتحدة.